# 井上胡桃
井上 胡桃（いのうえ くるみ、1992年1月21日 - ）は日本のタレント。東京都出身。株式会社フィットワン所属（ファーストステージ）。
12年以上やっているピアノを筆頭に、クラリネット・ドラム・ギターなど楽器の心得があり、趣味のひとつはカラオケであるなど、音楽に対する興味が深く、グラビア活動だけでないマルチタレントを目指している。
大学受験のため、2009年7月26日を以てタレント活動を一時休業していた。2010年3月、無事に大学に合格して芸能活動を再開、以後は撮影会などに出演している。

## 出演

### デジタル写真集
1. 制服日和 ドキドキ放課後編 井上胡桃写真集（スプラッシュ・プロ、2008年）

### テレビ番組
- 2007年9月2日 エンタ!371『新・美少女図鑑 #48』 - 工藤千晶（現・工藤ちあき）との共演
- 2008年6月16日 エンタ!371『みるくキッス～女子高生オーディション #6』
- ごくせん（2008年6月28日放送）
- 世界一受けたい授業（2008年11月22日放送、再現映像で篤姫役）